# Manfred Chabinga
Manfred Chabinga (ur. 6 listopada 1965) – zambijski piłkarz grający na pozycji prawego obrońcy. W swojej karierze rozegrał 1 mecz w reprezentacji Zambii.

## Kariera klubowa
W swojej karierze piłkarskiej Chabinga grał w klubie Nchanga Rangers.

## Kariera reprezentacyjna
W reprezentacji Zambii Chabinga zadebiutował 19 czerwca 1988 roku w przegranym 0:4 towarzyskim meczu z Koreą Południową, rozegranym w Suwonie i był to jego jedyny mecz rozegrany w kadrze narodowej. W 1988 roku został powołany do kadry na Igrzyska Olimpijskie w Seulu.